# Estadio José Pérez Colmenares
El "José Pérez Colmenares" es un estadio de béisbol usado regularmente para la práctica de este deporte y que durante la temporada regular de la Liga Venezolana de Béisbol Profesional sirve como sede al equipo Tigres de Aragua. Está situado en la ciudad de Maracay, capital del Estado Aragua, al centro-norte de Venezuela. Construido a finales de la década de 1950, fue remozado y reinaugurado el 15 de octubre de 1965. Fue bautizado con ese nombre en homenaje al beisbolista aragüeño José Pérez Colmenares fallecido temprana e inesperadamente en un accidente aéreo.

## Características

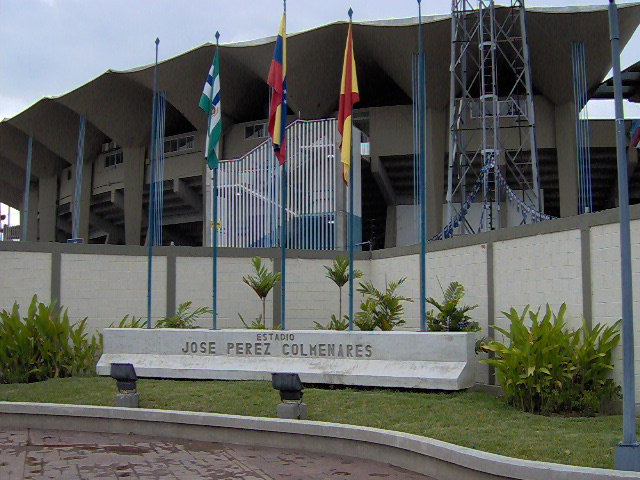
Entrada del estadio.

Posee una capacidad aproximada para 12.650 espectadores y está dotado con todas las comodidades e infraestructura para un estadio moderno de su tipo, tales como oficinas administrativas, sala de árbitros, sistema de riego del césped, pizarra electrónica, área de servicios médicos, cabinas para la transmisión por televisión y radio, lavandería y gimnasio, entre otros. Debido a las exitosas campañas recientes del equipo local Tigres de Aragua y su cada vez más creciente popularidad, el estadio ha sido sometido en años recientes a considerables mejoras y remodelaciones, haciéndolo apropiado para servir, entre otros, como lo fue, de la sede —compartida con el estadio José Bernardo Pérez de Valencia— del evento beisbolístico más importante de la región caribeña, la Serie del Caribe 2006.

## Historia
La construcción del estadio, comenzada en 1963, fue terminada en 1965, mismo año en el que fue inaugurado, siendo el primer evento una serie internacional de béisbol organizada en homenaje al presidente estadounidense John Fitzgerald Kennedy, ilustre visitante de la ciudad en el año de 1960. Inmediatamente después el estadio se convirtió en el hogar de los Tigres de Aragua, franquicia recientemente creada con ocasión de la expansión de la Liga Venezolana de Béisbol Profesional durante la temporada 1965-1966.
El estadio lleva el nombre de José Pérez Colmenares, honrando así la memoria de uno de los más reconocidos peloteros amateur de Venezuela. El Terrible Pérez, como era conocido, nació en la ciudad aragüeña de Villa de Cura y llegó a ser un insigne bateador y un gran jardinero.
En el año 2010 se convirtió en una de las sedes del IV Campeonato Mundial de Béisbol Femenino, donde participaron delegaciones de 11 países.

## Dimensiones

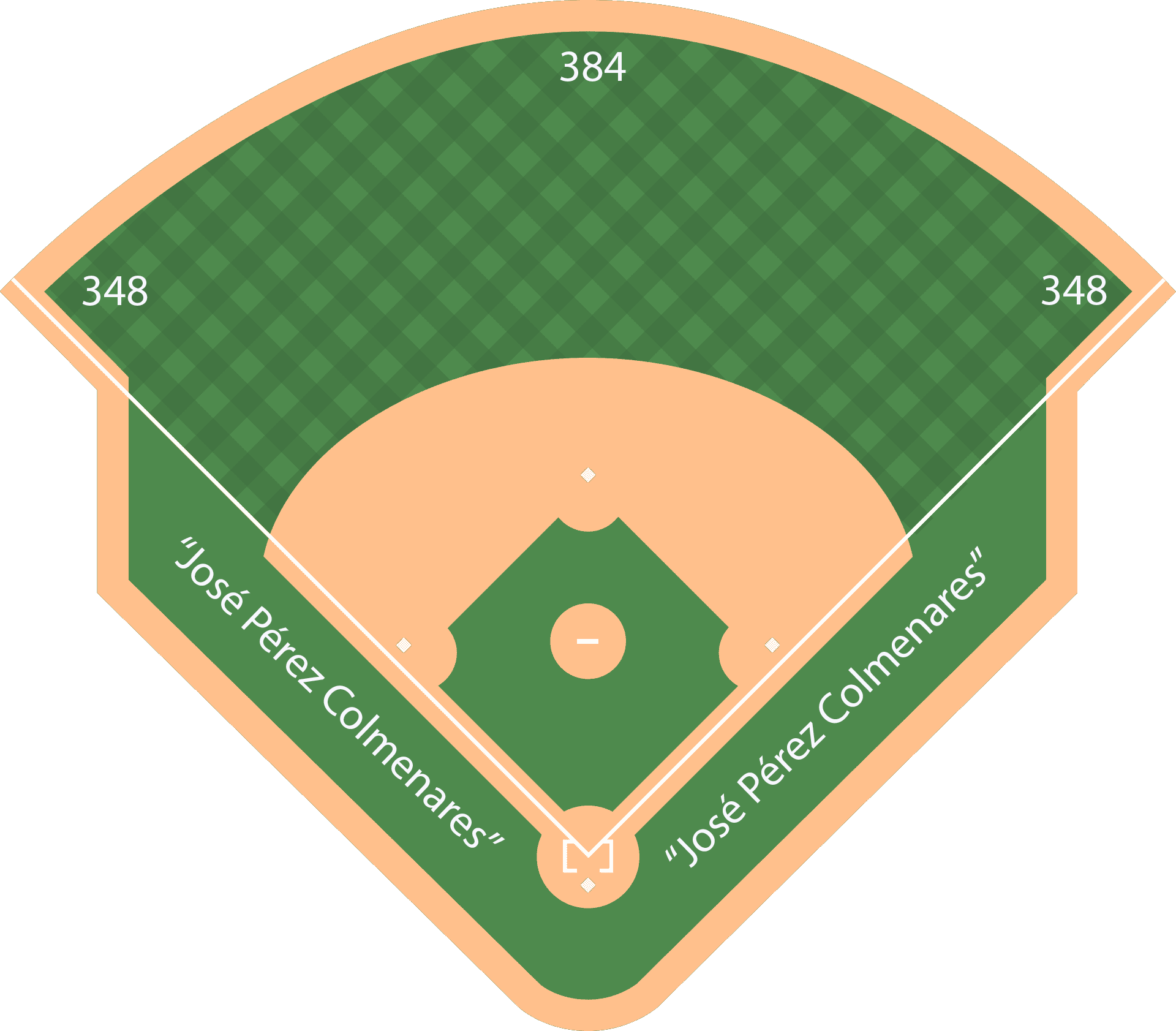
Dimensiones del estadio "José Pérez Colmenares"

Las dimensiones del estadio "José Pérez Colmenares" son: 
- Jardín Izquierdo: 348 pies / 106 m
- Jardín Central: 384 pies / 120 m
- Jardín Derecho: 348 pies / 106 m

## Otros usos
Desde el año 2021 sirve como sede al equipo Samanes de Aragua en la Liga Mayor de Beisbol Profesional (LMBP). 
El estadio sirvió como sede durante varios años al Aragua Fútbol Club (no confundir con el equipo de nombre homónimo fundado en 2002), antiguo Tiquires Flores. El 22 de julio de 1979 en el estreno de la Segunda División de Venezuela, Aragua Fútbol Club empató 1-1 con Polisport Lara. Al minuto 20 Barrios anotó por los locales, y Fonseca al minuto 52 puso el empate para la visita.
En la temporada 2020-21, debido al hecho de que se efectuó bajo el llamado "formato burbuja" producto de la pandemia de COVID-19, sirvió de sede compartida con el club Caribes de Anzoátegui, mismo que se coronaría campeón precisamente en este estadio en calidad de home club.